# Marxistisk Forum
Marxistisk Forum er et nedlagt norsk forlag, der udgav venstrefløjsbøger, primært som navnet antyder marxistiske. Forlaget var baseret i Oslo og blev oprettet i 1967.